# Брюстер (лунный кратер)
Кратер Брюстер (лат. Brewster) — маленький ударный кратер находящийся на северной окраине Залива Любви на видимой стороне Луны. Название присвоено в честь шотландского физика Дэвида Брюстера (1781—1868) и утверждено Международным астрономическим союзом в 1976 г. 

## Описание кратера

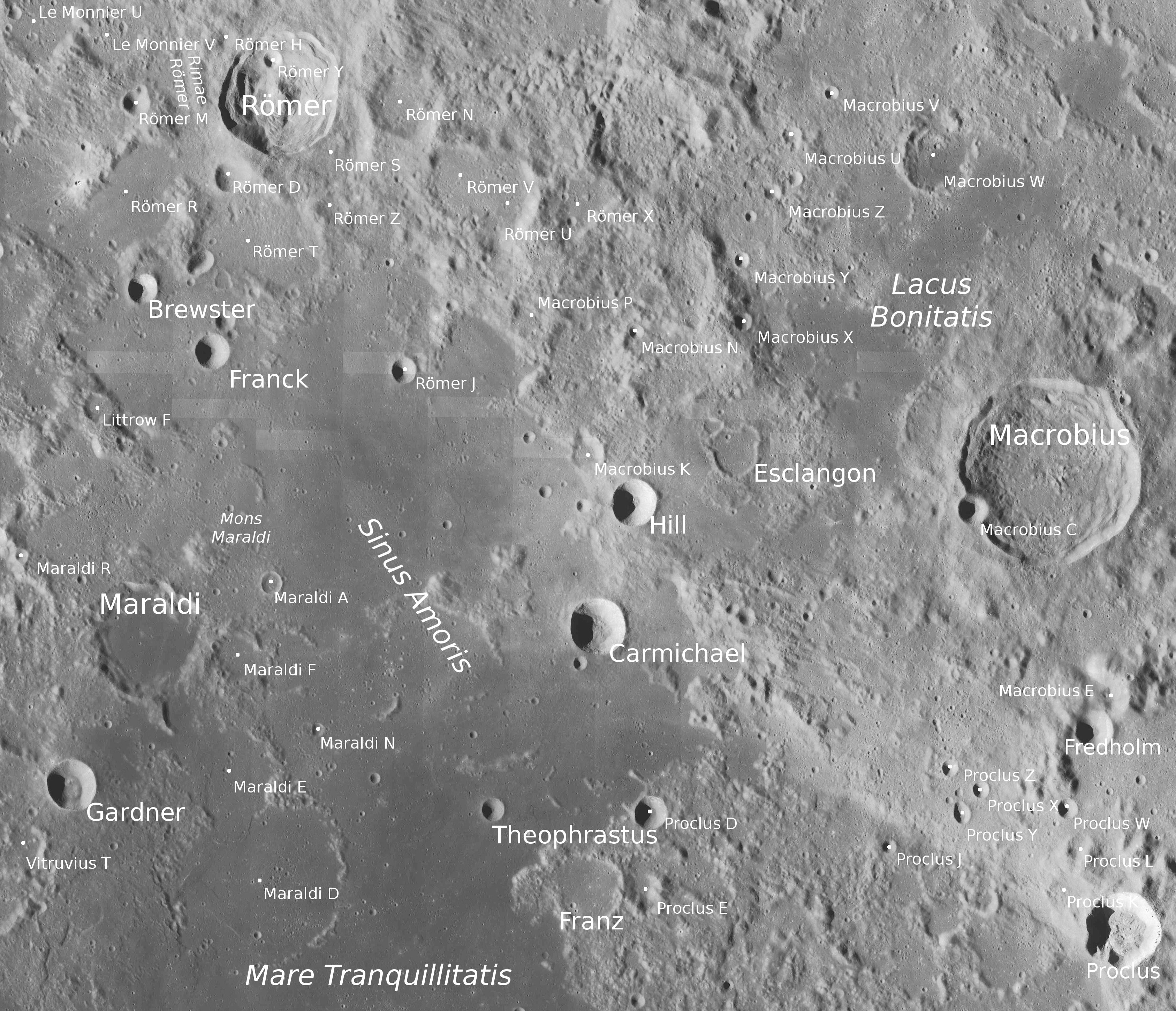
Окрестности кратера Брюстер. Снимок зонда Lunar Reconnaissance Orbiter.

Ближайшими соседями кратера являются крупный кратер Рёмер на северо-востоке; небольшой кратер Франк на юго-востоке и кратер Литтров на юго-западе. На западе от кратера расположены борозды Литтрова; на севере — борозды Рёмера; на северо-востоке Таврские горы. Селенографические координаты центра кратера 23°16′ с. ш. 34°41′ в. д. / 23,27° с. ш. 34,69° в. д., диаметр 9,8 км, глубина 2,34 км.
Кратер имеет чашеобразую форму и почти не затронут разрушением, к северной части вала примыкает небольшой хребет. Высота вала над окружающей местностью 370 м, объем кратера составляет приблизительно 40 км³. Альбедо кратера значительно выше чем у окружающей местности, что характерно для большинства молодых кратеров. 
До своего переименования в 1976 г. кратер назывался сателлитным кратером Рёмер L.

## Сателлитные кратеры
Отсутствуют.